# Molophilus antares
Molophilus antares là một loài ruồi trong họ Limoniidae. Chúng phân bố ở miền Cổ bắc.